# جنريخ فيدوسوف
جنريخ فيدوسوف (مواليد 6 ديسمبر 1932) هو لاعب كرة قدم. يلعب مع منتخب الاتحاد السوفييتي لكرة القدم. سبق له أن لعب في كأس العالم لكرة القدم مع منتخب بلاده.

## وصلات خارجية
- جنريخ فيدوسوف على موقع قاعدة بيانات كرة القدم.إي يو (الإنجليزية)
- جنريخ فيدوسوف على موقع ناشيونال فوتبول تيمز (الإنجليزية)